# Peter Woydt
Peter Woydt (* 5. September 1941; † 22. Juni 1997 in Berlin) war ein deutscher Sportjournalist. 
Nach einem Lehramtsstudium arbeitete Woydt ab 1966 beim Deutschen Fernsehfunk und war Experte für Radsport und Eisschnelllauf. Seit 1974 berichtete er siebzehnmal von der Internationalen Friedensfahrt.
Nach der Wiedervereinigung wechselte er 1992 zum 1989 auf Sendung gegangenen Fernsehkanal Eurosport und kommentierte außer Radrennen auch u. a. Leichtathletik und Volleyball. Die Tour de France begleitete er mehrfach gemeinsam mit dem früheren Radsportler Rudi Altig. Er starb 1997 im Alter von 55 Jahren an Magenkrebs.